# Coelorinchus cylindricus
Coelorinchus cylindricus es una especie de pez de la familia Macrouridae en el orden de los Gadiformes.

## Morfología
• Los machos pueden llegar alcanzar los 19 cm de longitud total.

## Hábitat
Es un pez de aguas profundas que vive entre 550-920 m de profundidad.

## Distribución geográfica
Se encuentran en Nueva Caledonia.